# Cordyloporus terreus
Cordyloporus terreus är en mångfotingart som beskrevs av Carl Graf Attems 1937. Cordyloporus terreus ingår i släktet Cordyloporus och familjen Chelodesmidae. Inga underarter finns listade i Catalogue of Life.